# Ford Cargo

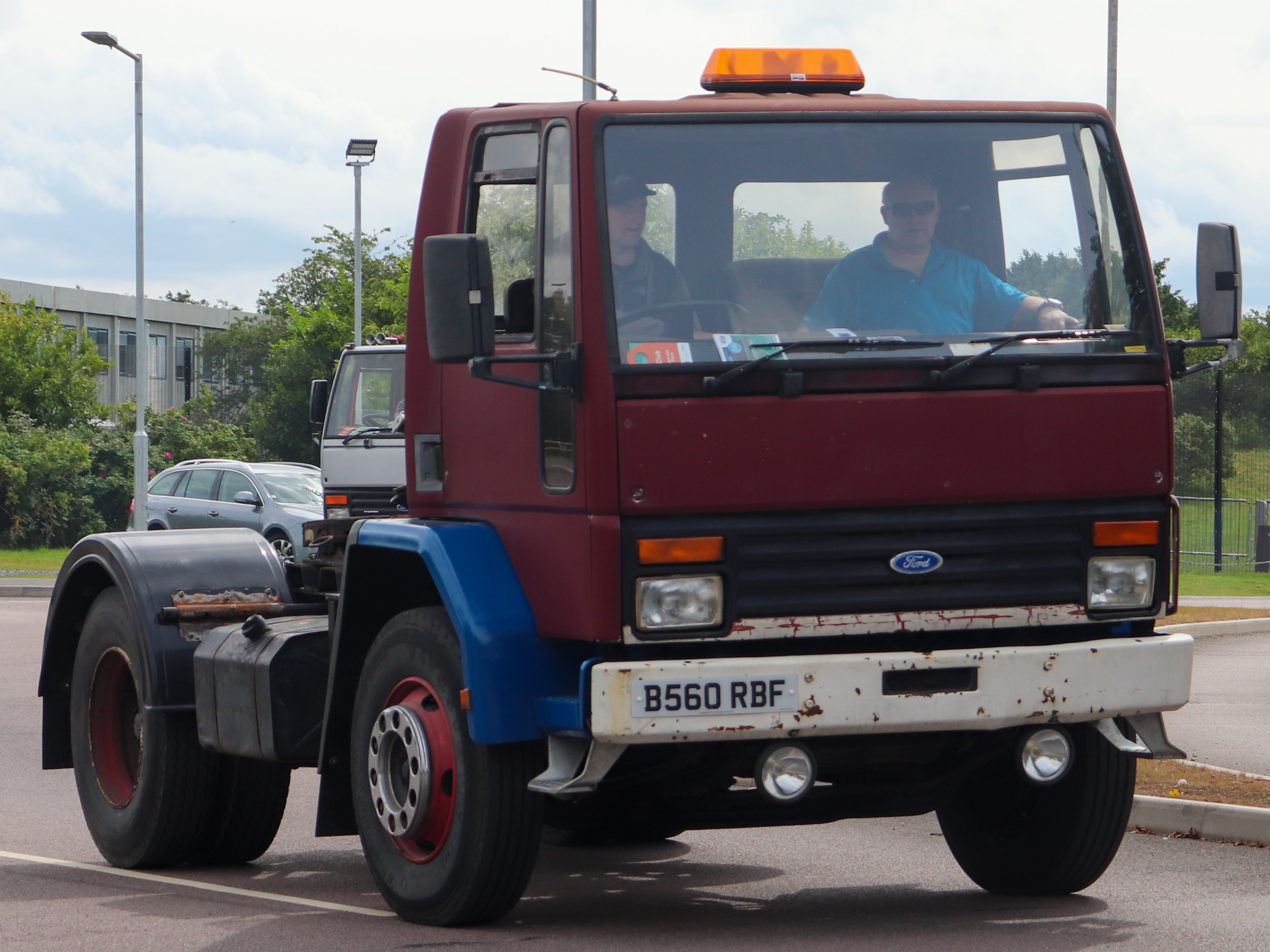
Ford Cargo - Zoals het model in 1981 werd geïntroduceerd.

De Ford Cargo, later Iveco-Ford Cargo was een lichte vrachtwagen die in West-Europa tussen 1981 en 1992 aangeboden werd. Ontwerper is Patrick Le Quément, die de vrachtwagens ontwierp om enigszins te lijken op de personenwagens van Ford op dat moment. Aanvankelijk bedoeld als mediumzware vrachtwagen, werden zwaardere versies ontwikkeld na het einde van de productie van de Ford Transcontinental. Het werd gebouwd door de Britse tak van de Ford Motor Company in hun fabriek in Langley. Het werd Truck van het jaar in 1982. In 1985 nam Iveco de Britse vrachtwagenproductie van Ford over, waarna het in sommige markten als Iveco-Ford werd verkocht. Het werd in 1992 opgevolgd door de Iveco Eurocargo.

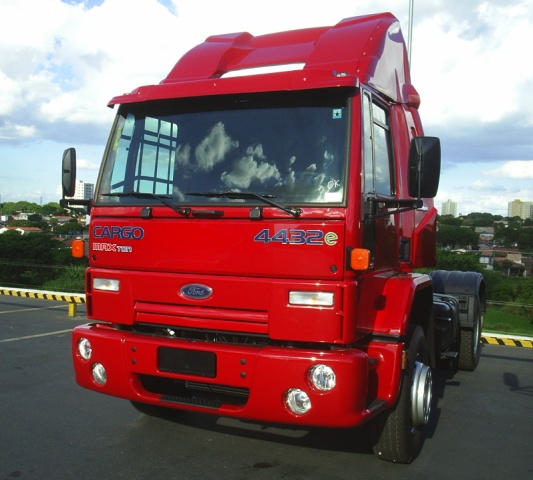
Ford Cargo - Zoals deze in Zuid-Amerika werd aangeboden

In andere delen van de wereld bleef de vrachtwagen in productie, zo was de productie in Brazilië tot 2019. In sommige Zuid-Amerikaanse landen werd de vrachtwagen als Ford Trader verkocht.
Sinds enkele jaren is er weer in West-Europa een Ford Cargo op de markt; het gaat om een hevig gereviseerd model met Euro-6-motoren, die door Otosan in Turkije gebouwd wordt. De productie bij Otosan begon in 1983 en hier werd de Cargo voortdurend bijgewerkt, waarbij de cabine meermaals een facelift kreeg. De productie hiervan stopte na de introductie van de Ford F-Line in 2023.
De vrachtwagen werd ook door andere fabrikanten gebruikt, zoals Ashok Leyland, die het Stallion noemde, Panhard General Defense, dat het TC54 noemde. Nadat Ford de vrachtwagenproductie in Noord-Amerika verkocht (aan Freightliner), bleef de Cargo in productie. De Cargo werd vanaf dat moment als de Freightliner FC verkocht, maar er werd ook een nieuwe merknaam gebruikt; Sterling, met als modelnaam SC.

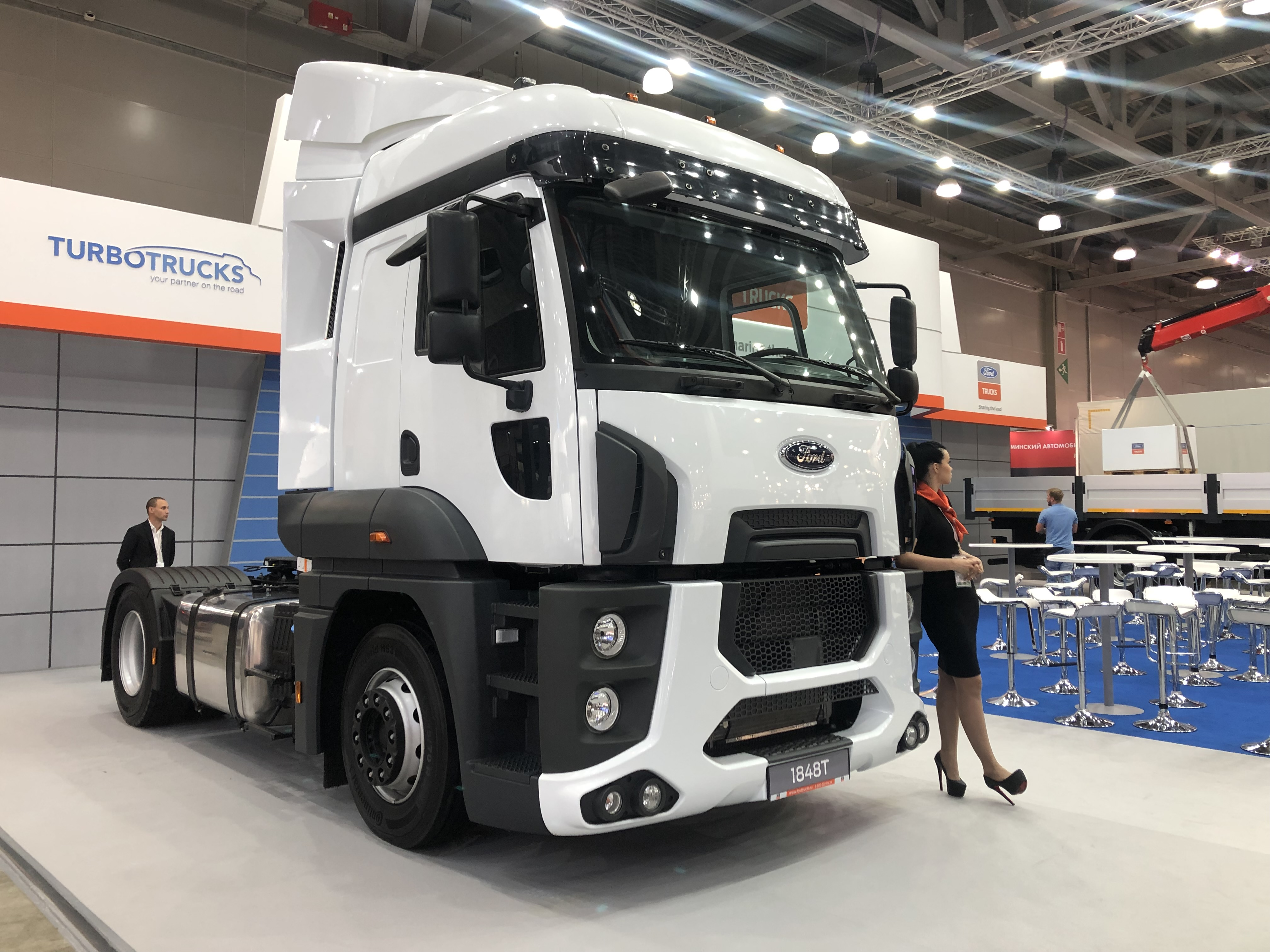
Ford Cargo, zoals deze tegenwoordig ook in West-Europa weer aangeboden wordt